# Burgwall Rothemühl

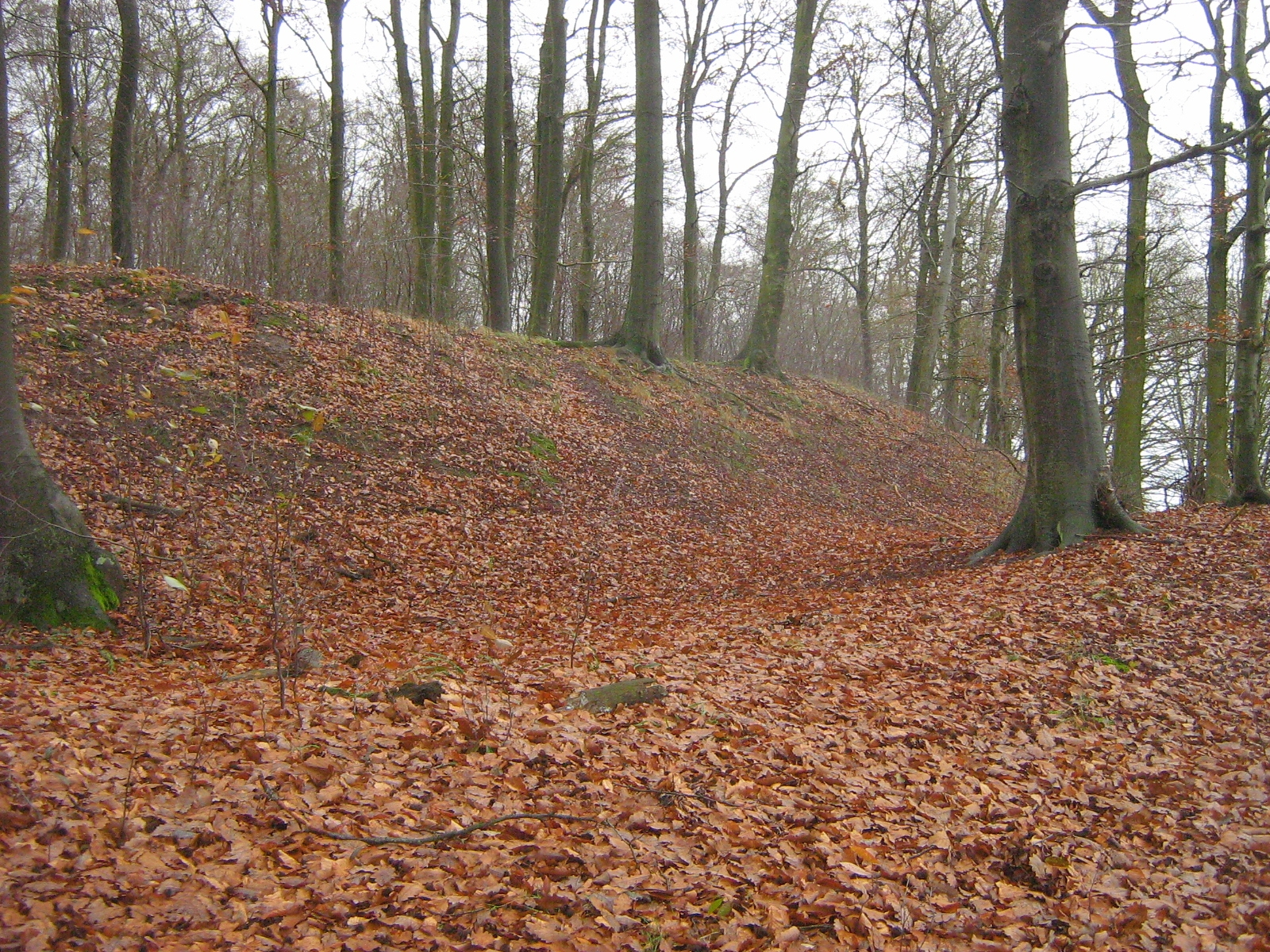
Burgwall Rothemühl

Der Burgwall Rothemühl ist ein slawischer Burgwall in der Gemeinde Rothemühl im Landkreis Vorpommern-Greifswald. Er liegt auf einem Geländesporn der Brohmer Berge unmittelbar an der Landstraße L32. Es handelt sich um eine dreigliedrige Wallanlage mit einer kleinen Hauptburg und zwei größeren Vorburgen. Der Burgwall von Rothemühl ist mit einer Größe von 20 Hektar die größte bisher entdeckte slawische Burganlage in Deutschland. Der äußere Wall ist stellenweise ein Doppelwall, was bei slawischen Burganlagen eher sehr selten vorkommt. Bodenfunde zeigen an, dass es an gleicher Stelle bereits in der Bronzezeit einen Burgwall gab. Besiedelt wurde die Burg in der altslawischen Zeit des 7. bis 9. Jahrhunderts. In den späteren Zeiten wurde der alte Wall nie wieder benutzt. Die Hauptfunktion dieser großen Burg war sicher der umliegenden Bevölkerung in Notzeiten Schutz zu bieten. Allerdings dürften hier auch Märkte, Kultfeste usw. abgehalten worden sein. Die großen dreigliedrigen Wilzenburgen waren in ihrer Blütezeit schon so etwas wie frühe Städte. Obwohl die Slawen nur in der altslawischen Epoche Höhenburgen errichteten, finden sich in den markanten Brohmer Bergen nur zwei slawische Befestigungen. Die andere ist der Burgwall Wittenborn, der sich etwa 10 Kilometer weiter nordwestlich befindet.